# Czełopek (Macedonia Północna)
Czełopek lub Čelopek (maced. Челопек) – wieś w północno-zachodniej Macedonii Północnej, w gminie Brwenica.
We wsi urodził się polityk Lube Boszkoski.

## Geografia
Wioska znajduje się w kotlinie Polog, nad rzeką Wardar, u stóp Suchej Góry, między miejscowościami Miłetino i Brwenica.